# Amărăști
Amărăști – wieś w Rumunii, w okręgu Vâlcea, w gminie Amărăști. W 2011 roku liczyła 664 mieszkańców.